# Calais

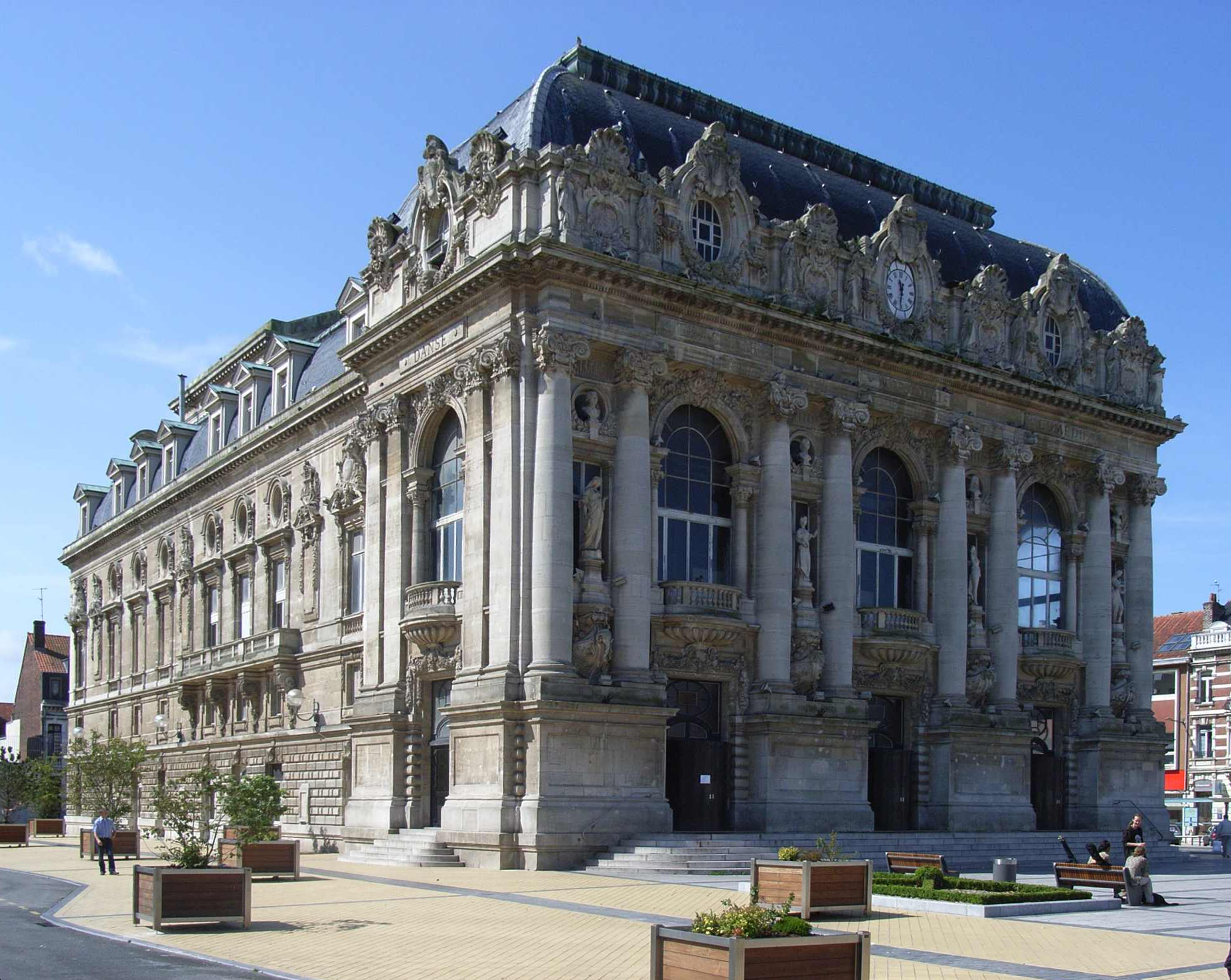
Színház

Calais város Franciaország északi részén, Nord-Pas-de-Calais régióban, Pas-de-Calais megyében.
A francia városok közül Calais fekszik a legközelebb a brit partokhoz, a La Manche csatorna szélessége itt alig 38 kilométer, tiszta időben, napsütésben látni Dover híres fehér szikláit.

## Története
A név nyilvánvaló kapcsolatban áll a római korban a környéken élő caletus törzs nevével.
1346 szeptemberében, a százéves háborúban III. Eduárd angol király csapatai megostromolták a megerősített várost. A kiéhezett, beteg lakosok attól tartottak, hogy ha feladják a várost, az angolok kivétel nélkül kardélre hányják őket. Ekkor a város hat tekintélyes, idős polgára arra vállalkozott, hogy mezítláb, ingben elzarándokol az angol király elé, átadja neki a város kulcsát és saját életét ajánlja fel cserébe azért, hogy a katonák kíméljék meg a többiek életét. Eduárd feleségét, a francia származású Filippa királynét annyira meghatotta ez az önfeláldozás, hogy a hat önkéntest is életben hagyták. Őket örökítette meg Auguste Rodin A calais-i polgárok szoborcsoportja. Calais-t csak 1558-ban tudták visszaszerezni a franciák.
A település a közelmúltig a legnagyobb személyforgalmú kikötő volt, naponta kompjáratok tucatjai indultak a csatorna túlpartjára. A Csatorna-alagút megnyitásával a kompforgalom valamelyest visszaesett. A luxuskomphajók valamivel több mint egy óra alatt érnek át az egyik partról a másikra, a ki- és berakodással ez körülbelül két óra. Az alagútban a vasúti szerelvények 35 perc alatt érnek át, gépkocsival a ki- és berakodással együtt alig több mint háromnegyed óra alatt lehet átjutni az egyik partról a másikra. Calais a jelentős átmenő forgalomból él. Van azonban egy sajátos iparág is, a régi csipkeverők mai utódai Franciaországban itt készítik a legtöbb gépi csipkét. A város a kikötőtől körülbelül egy kilométerre délre fekszik.

## Demográfia
| Év   | Lakosság |
| ---- | -------- |
| 1800 | 6 996    |
| 1841 | 12 508   |
| 1881 | 13 529   |
| 1886 | 58 969   |
| 1911 | 72 322   |
| 1936 | 67 568   |
| 1954 | 60 340   |

| Év   | Lakosság |
| ---- | -------- |
| 1962 | 70 372   |
| 1968 | 74 624   |
| 1975 | 78 820   |
| 1982 | 76 527   |
| 1990 | 75 309   |
| 1999 | 77 333   |
| 2006 | 74 888   |
| 2010 | 73 636   |

## Látnivalók

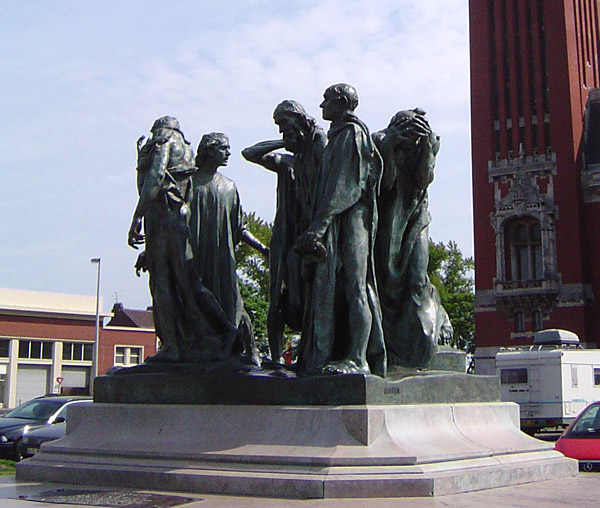
A calais-i polgárok

- Monument des Bourgeois de Calais – A calais-i polgárok, Rodin híres szobra, 1895-ben készült. A hat életnagyságú alak szinte sugározza a fájdalmat, a beletörődést az önkéntes áldozatba.
- Hotel de Ville – a múlt század elején épült a XV. századi flamand építészet stílusában. 75 méter magas harangtornyából harangjáték hallható.
- Musée des Beaux-Arts et de la Dentelle – néhány modern szobor, köztük a magyar művész, Étienne Hajdu egy alkotása látható a képzőművészeti anyagban, az érdekesség azonban a csipkeverés eszközeit s legszebb alkotásait bemutató gyűjtemény.
- Tunel – a La Manche alatt átvezető alagút bejárata a várostól délkeletre van. A csatorna alatti út, vagy a felette átívelő híd megépítése évszázadok óta foglalkoztatta mind a franciákat, mind az angolokat. Napjainkra az egyre élénkülő forgalom égetően szükségessé tette a rendszeres összeköttetést, hiszen a csatorna hajóforgalma már nem növelhető tovább. A grandiózus építkezésről 1986-ban állapodott meg a francia és a brit kormány. A csatorna magánvállalkozásban létesült, az Eurotunnel vállalat építtette és üzemelteti. Három alagút halad egymás mellett, két vasúti között egy a szolgáltatásokat biztosítja s egyben mentőalagútként is szolgál. Mindegyik alagút körülbelül 38 kilométeres szakasza halad a tenger alatt, a lejárókkal együtt hosszuk mintegy 49 kilométer. Az 1994-ben megnyitott alagútban csak vasúti szerelvények közlekednek. Az alagút szilárd talajban halad, ahová már nem szivárog be a tengervíz, de természetesen sokszorosan biztosították vízbetörés ellen. Az alagutakat óriási, külön e célra szerkesztett fúrópajzsokkal két irányból egyszerre kezdték építeni, és szinte milliméternyi pontossággal találkoztak. A gépkocsik szállítására különleges vagonokat használnak. A kontinentális oldalon a vasútvonal Belgium felé is tovább vezet.
- Côte d’Opale – az „Opálpart” Franciaország egyik legszebb partszakasza.

## Testvérvárosok
- - Duisburg, 1985 óta.
- - Riga, 2002 óta.
- - Bártfa, 2002 óta.
- - Brăila, 1976 óta.
- - Wismar, 1971 óta.
- - Dover, 1973 óta.